# Ernesto Gianella
Ernesto Gianella, né le 31 janvier 1941 à Buenos Aires (Argentine) et mort le 3 janvier 2025 à Euzet (France), est un footballeur franco-argentin jouant au poste d'attaquant du début des années 1960 jusqu'au milieu des années 1970. Il termine notamment meilleur buteur de deuxième division en 1963.

## Carrière de joueur
- OGC Nice (1961-1962)
- AS Béziers (1962-1963)
- OGC Nice (juil. déc. 1963)
- Stade de Reims (déc. 1963-1964)
- AS Monaco (1964-1965)
- AS Béziers (1965-nov. 1967)
- Nîmes Olympique (nov. 1967-nov. 1969)
- AS Aix-en-Provence (nov. 1969-1971)
- LB Châteauroux (1971-1973)
- US Tarascon (juil.-déc. 1973)
- Olympique d'Alès (janv. 1974-1975)[2]

## Palmarès
- Meilleur buteur de Division 2 en 1963 (24 buts avec Béziers)